# Muncho Lake Provincial Park
Der Muncho Lake Provincial Park ist ein Naturschutzgebiet im Norden der Provinz British Columbia. Der Park liegt rund 240 Kilometer westlich von Fort Nelson, im Regional District Northern Rockies.

## Anlage
Der vom Alaska Highway, hier der Highway 97, durchquerte Provinzpark erstreckt sich in den nördlichen Kanadischen Rocky Mountains. Er umfasst auf einer Fläche von rund 861 km² das Tal des oberen Toad River und das Tal des Trout River rund um den Muncho Lake.
Die Täler sind von im Durchschnitt etwa 2.000 m hohen Gipfeln der Terminal Range (im Westen) und der Sentinel Range umgeben, charakteristisch ist der Peterson Mountain (2057 m). Nördlich des Toad River erhebt sich der Folded Mountain, welcher deutliche Falten und Verwerfungen zeigt.
Der bis zu 223 m tiefe, 12 km lange und 0,5 bis 6 km breite Muncho Lake liegt auf etwa 820 m, der Übergang zwischen den Tälern des Trout River und des Toad River ca. 12 km des Südufers am Muncho Pass ist etwa 1130 m hoch.
Bei dem Park handelt es sich um ein Schutzgebiet der Kategorie II (Nationalpark).

## Flora und Fauna
Das Ökosystem von British Columbia wird in verschiedene biogeoklimatischen Zonen eingeteilt. Biogeoklimatische Zonen zeichnen sich durch ein grundsätzlich identisches oder sehr ähnliches Klima sowie gleiche oder sehr ähnliche biologische und geologische Voraussetzungen aus. Daraus resultiert in den jeweiligen Zonen dann auch ein sehr ähnlicher Bestand an Pflanzen und Tieren. Innerhalb dieses Systems wird die Parklandschaft drei verschiedenen Zonen zugeordnet. Der Undifferentiated Subzone innerhalb der Alpine Tundra Zone, der Moist Warm Subzone innerhalb der Boreal White and Black Spruce Zone  und der Moist Cool Subzone innerhalb der Spruce - Willow - Birch Zone. Die Zuordnung zu drei unterschiedlichen Zone zeigt die großen Unterschiede innerhalb des Parks hinsichtlich der landschaftlichen Beschaffenheit.
Besonderes Augenmerk wird auf den Schutz der Wildblumen gelegt, charakteristisch für die Fauna sind Dall-Schaf, Schneeziege, Wapiti, Maultierhirsch, Weißwedelhirsch, Elch, Karibu und Waldbison. Darüber hinaus sind die Raubtiere durch Wolf, Kojote, Fuchs, Luchs, Grizzly, Schwarzbär und Vielfraß vertreten.

## Aktivitäten
Der See lässt alle Arten von Wassersport zu, wobei die Sommertemperatur des Sees 10 °C selten überschreitet. Darüber hinaus ist Mountainbiking möglich und der Park ist ein Paradies für Wanderer, für die es Trails unterschiedlicher Länge und Schwierigkeit gibt:
- The „Cut“ Trail (6 km; 2–3 h); Start- und Endpunkt: Mile 377/km 610 Alaska Highway; ein Stück des ursprünglichen Alaska Highways von dem ein schmaler Weg zum „Cut“ durch die Felsen für den neuen Alaska Highway führt, auf dessen andere Seite oft Dallschafe zu beobachten sind
- Baba Canyon (5,5 km bis zum ersten Aussichtspunkt und zurück; 2–3 h und 11 km bis zum zweiten Aussichtspunkt und zurück; 6–7 h); Start- und Endpunkt: Mile 378/km 612; führt durch engen Canyon in die Bergwelt
- Petersen Canyon (12 km; 3,5–5 h); Start- und Endpunkt: Mile 432/km 695 Alaska Highway; einfach Weg ohne große Höhenunterschiede auf einem Stück des ursprünglichen Alaska Highways
- Red Rock Canyon (6 km; 3–4 h); Start- und Endpunkt: Mile 436/km 703 Alaska Highway; mehrfache Überquerung eines Bachs und Wandern durch das steinige Bachbett zu einem kleinen Wasserfall
- Old Alaska Highway Trail Viewpoint (4 km; 2–3 h); Start- und Endpunkt: Mile 438/km 705 Alaska Highway; kurzer, aber sehr steiler Aufstieg zu einem Aussichtspunkt über den Muncho Lake
- Stone's Sheep Trail (4,2 km; 3 h für das nördliche Bachbett und 5,1 km; 3,5 h für das südliche Bachbett); Start- und Endpunkt: Mile 440/km 707 Alaska Highway; enge Canyons mit Wasserfällen, die man auch weiter hochsteigen kann
- Boulder Canyon (4,6 km; 2–3 h); Start- und Endpunkt: Mile 448/km 726 Alaska Highway; relativ einfache Wanderung durch einen breiten Canyon
- Mineral Licks Trail (1,3 km; 0,5–1 h); Start- und Endpunkt: Mile 454/km 731 Alaska Highway; kurze Wanderung mit Erklärungen zu einer Mineralienlecke mit schöner Sicht auf den Trout River

Der Park hat 30 nicht reservierbare Stellplätze für Wohnmobile und Zelte und verfügt über einfache Sanitäranlagen. Neben den Campingplätzen befinden sich im Park noch mehrere Raststationen mit der Möglichkeit, dort zu essen, zu tanken und zu übernachten.